# Anapagrides
Anapagrides is een geslacht van kreeftachtigen uit de klasse van de Malacostraca (hogere kreeftachtigen).

## Soorten
- Anapagrides aequalis Komai, 1999
- Anapagrides facetus (Melin, 1939)
- Anapagrides reesei (McLaughlin, 1986)